# مسجد دار الإحسان (سلاغور)
مسجد دار الإحسان (بالملايو: Masjid Darul Ehsan) هو أول مسجد في مدينة سوبانج جايا في اقليم سلاغور في ماليزيا، يقع المسجد في منطقة SS 15 المحاذية لمجمع التسوق في سوبانج.

## البناء
شيد مسجد دار الإحسان من عام 1983 إلى عام 1985، وذلك لخدمة المدينة إذ يعد بناء حديث في سوبانج جايا، افتتح المسجد رسميا يوم الثالث عشر من شهر سبتمبر من عام 1985 من قبل السلطان صلاح الدين عبد العزيز شاه سلاغور بالتزامن مع اليوبيل الفضي ومرور 25 سنة لتوليه الحكم.